# Filament du Sculpteur
Le filament du Sculpteur, aussi nommé groupe du Sculpteur, est un groupe de galaxies étendu situé au voisinage du pôle galactique Sud, dans la constellation du Sculpteur. Ce groupe est l'un des plus proches du Groupe local, auquel appartient la Voie lactée, la distance qui sépare le groupe du Sculpteur du centre de la Voie lactée étant d'environ 3,83 millions de parsecs (distance moyenne de leurs galaxies). Tous deux font partie du Superamas de la Vierge.
Le groupe du Sculpteur est relativement peu individualisé. Sa structure est relativement lâche, en forme de filament. En fait, la galaxie du Sculpteur NGC 253 est le membre le plus brillant et le plus massif de ce groupe, qui est centré sur lui.
La galaxie irrégulière NGC 55, la galaxie spirale NGC 300 et les galaxies PGC 1038 (ESO 410-05) et PGC 1641 (ESO 294-10) ont été considérées par de nombreux chercheurs comme faisant partie du groupe. Cependant, de récentes mesures sur ces galaxies ont démontré qu'elles étaient uniquement proches sur la sphère céleste, mais physiquement éloignées ; elles ne peuvent donc pas être incluses dans le groupe du Sculpteur. Elles forment le groupe de NGC 300.

## Membres
Le tableau ci-dessous liste les sept galaxies qui sont indiquées sur le site « Un Atlas de l'Univers » créé par Richard Powell. D'autres galaxies provenant d'études récentes ont été ajoutées,.
| Nom                                                | Constellation | Classification | Type                     | α (J2000.0)   | δ (J2000.0)  | Vitesse radiale (km/s) | Magnitude apparente | Distance (Mpc) |
| -------------------------------------------------- | ------------- | -------------- | ------------------------ | ------------- | ------------ | ---------------------- | ------------------- | -------------- |
| Galaxie du Sculpteur (NGC 253)                     | Sculpteur     | SAB(s)c        | spirale intermédiaire    | 00h 47m 33.1s | -25° 17′ 18″ | 243 ± 2                | 7,3                 | 3,25 ± 0,49    |
| NGC 247                                            | Baleine       | SAB(s)d        | Spirale intermédiaire    | 00h 47m 08.5s | -20° 45′ 37″ | 156 ± 2                | 8,9                 | 3,274 ± 0,615  |
| NGC 7793                                           | Sculpteur     | SA(s)d         | Spirale                  | 23h 57m 49.8s | -32° 35′ 28″ | 230 ± 4                | 9,0                 | 3,873 ± 0,646  |
| IC 1574                                            | Baleine       | IM(s)m         | Irrégulière magellanique | 00h 43m 03.8s | -22° 14′ 49″ | 361 ± 3                | 15,1                | 4,897 ± 0,304  |
| ESO 471-6 (UGCA 442)                               | Sculpteur     | SB(s)m:        | Irrégulière magellanique | 23h 43m 45.5s | -31° 57′ 24″ | 267 ± 2                | 13,5                | 5,491 ± 1,561  |
| ESO 540-31 (UGCA 015)                              | Baleine       | IB(s)m:        | Irrégulière magellanique | 00h 49m 49.2s | -21° 00′ 54″ | 295 ± 0                | 15,1                | 3,395 ± 0,166  |
| PGC 2881 (ESO 540-30)                              | Baleine       | IABm           | Irrégulière magellanique | 00h 49m 20.9s | -18° 04′ 32″ | 224 ± 3                | 16,3                | 3,241 ± 0,130  |
| PGC 2933 (ESO 540-32)                              | Baleine       | IAB(s)m pec:   | Irrégulière magellanique | 00h 50m 24.3s | -19° 54′ 24″ | 228 ± 1                | 16,4                | 3,353 ± 0,468  |
| PGC 6430 (ESO 245-5)                               | Phénix        | IB(s)m         | Irrégulière magellanique | 01h 45m 03.7s | -43° 35′ 53″ | 391 ± 2                | 12,7                | 4,288 ± 0,462  |
| Galaxie naine du Sculpteur (PGC 621 ou ESO 349-31) | Sculpteur     | IBm            | Irrégulière magellanique | 00h 08m 13.3s | -34° 34′ 42″ | 221 ± 6                | 15,4                | 3,205 ± 0,457  |
| Sculpteur-dE1,                                     | Constellation | dE             | Naine sphéroïde          | 00h 23m 51.7s | -24° 42′ 18″ | ?                      | 16,94               | 4,029 ± 0,604  |